# Mšeno (přehradní nádrž)

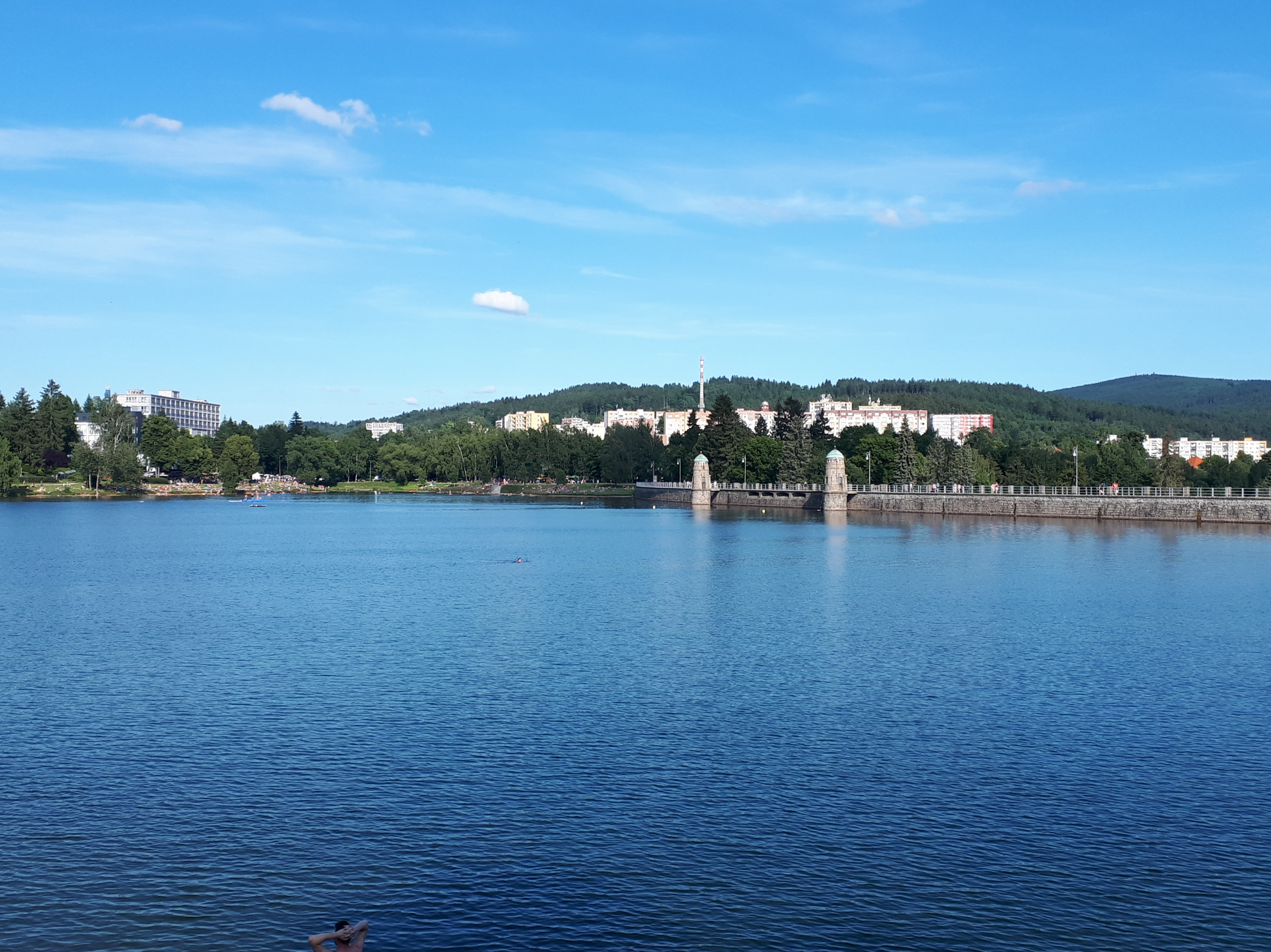
Hráz nádrže ze západní strany

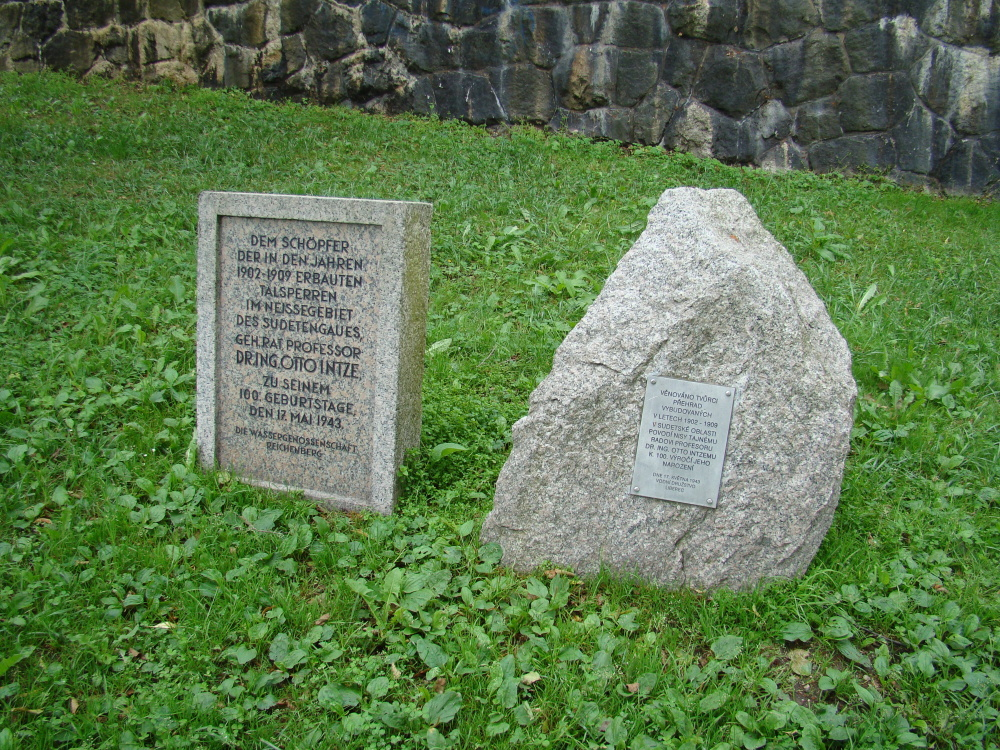
Pamětní deska u přehrady, připomínající 100. výročí narození jejího projektanta prof. Intzeho

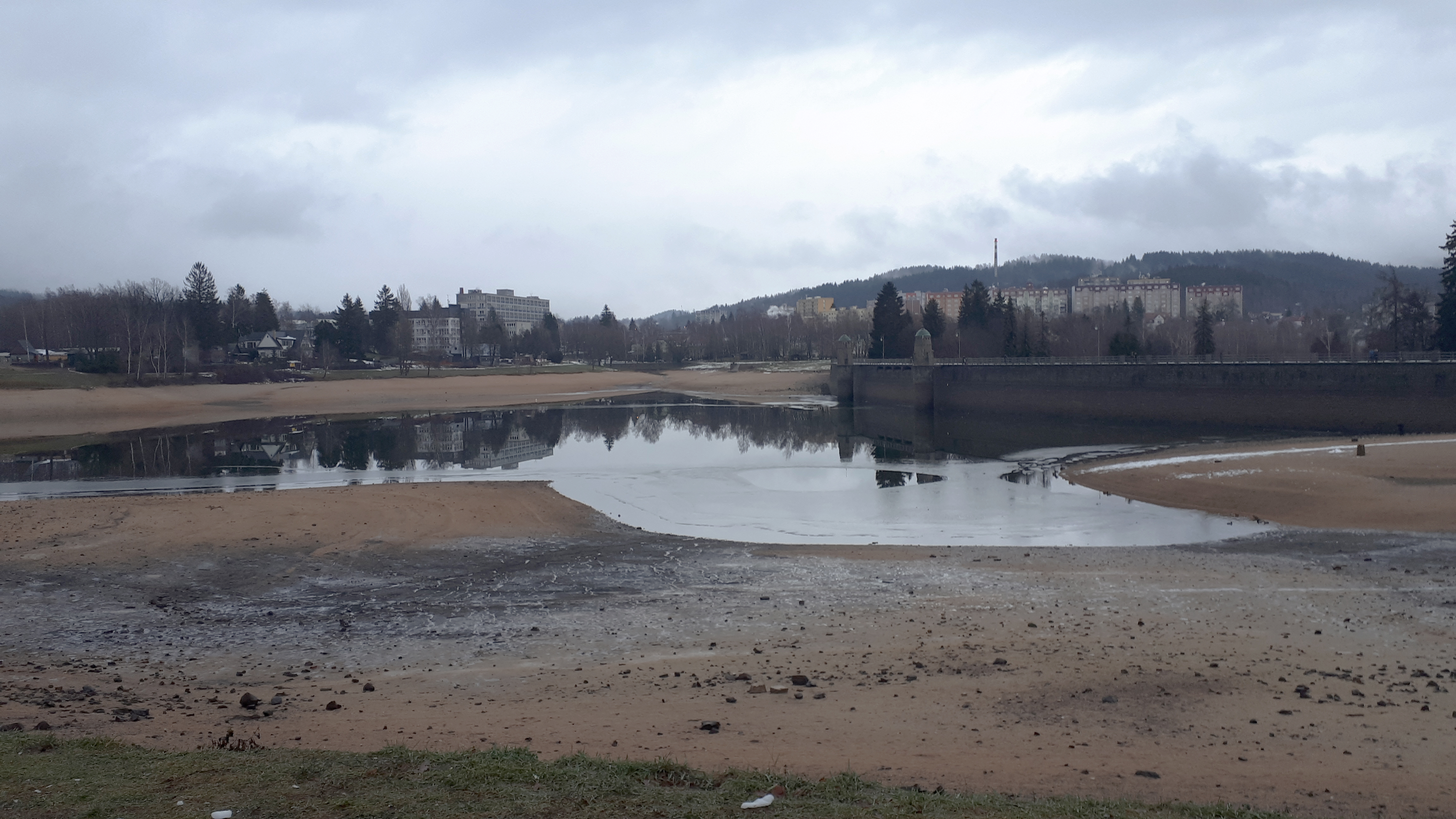
Přehrada při kriticky nízké hladině vody v prosinci 2018

Údolní nádrž Mšeno nebo Přehrada Mšeno obecně nazývaná Jablonecká přehrada (německy Talsperre Grünwald, místně Jablonecké moře) je největší přehrada v povodí Lužické Nisy. Nalézá se nedaleko centra Jablonce nad Nisou a v bezprostřední blízkosti jeho sídlištní zástavby. Je napájena Mšenským potokem a kromě protipovodňové funkce je oblíbena i jako rekreační a sportovní objekt. Přehrada patří mezi největší městské nádrže ve střední Evropě a tvoří údajně největší vnitroměstskou vodní plochu v Evropě na východ od Ženevského jezera. Na projektování přehrady se podílel Otto Intze z Cách a postavena byla v letech 1906–1908 pražskou stavební firmou Franz Schön a synové. Přehradní nádrž je tvořena ze tří částí, po hrázích mezi 1. a 2. nádrží a mezi 2. a 3 nádrží vedou nemotoristické stezky.

## Historie
Podnět ke stavbě přehrady daly ničivé povodně na konci 19. století (především povodeň z 30. července 1897, kdy na Nové louce napršelo za den 345 mm srážek). Jako projektant se na přípravě stavby přehrady podílel i univerzitní profesor Otto Intze z Cách, který kvůli malému povodí Mšenského potoka navrhl posílit přítoky do nádrže dvěma štolami z Lužické Nisy a z Bílé Nisy. Ražená Pasecká štola vede z Lužické Nisy od Jabloneckých Pasek, je dlouhá 632 m a ústí do nádrže v takzvané Cikánské zátoce. Druhá Loučenská štola byla ražena ručně z Loučné nad Nisou a od Mšena nad Nisou byl použit americký razící stroj, přičemž její celková délka je 1800 metrů.
Konkurz vyhrála firma Schön a synové z Prahy. Stavba byla zahájena v květnu 1906, dokončena v roce 1909, štola z Lužické Nisy byla dokončena v roce 1910 a zkolaudována v březnu 1911. Stavba stála 4 238 190 rakouských korun. Naposledy byla přehrada vypuštěna v letech 1998 a 1959.

### Sluneční lázně
Původní dřevostavba slunečních lázní pochází z roku 1927, kdy ji na popud města Jablonec na levém břehu realizoval Karl Rössler dle projektu Josefa Ulbricha, zaměstnance místního stavebního úřadu. Oblíbenost a vysoká návštěvnost zřejmě vedly už v dubnu následujícího roku k razantnímu rozšíření objektu, čímž došlo k dokončení stavebního vývoje areálu. Další úpravy, jako přístavba komína ve střední partii (1930), měly spíše doplňkový ráz. V průběhu 2. poloviny 20. století došlo k vestavbě toalet do objektů společných šaten na konci obou křídel. Sluneční lázně ve Mšeně nad Nisou měly to štěstí, že byly stále využívány, a tudíž se dochovaly v poměrně autentické, byť zanedbané podobě. Jsou tedy příkladem drobné rekreační architektury, která je dokladem životního stylu období první republiky.
Sluneční lázně však nebyly ani napodruhé v roce 2018 uznány kulturní památkou, přestože rekonstrukce do původního stavu by díky dochované technické dokumentaci nebyla nákladná. Nahradit by je měla moderní stavba vzešlá z architektonické soutěže. Dne 17. srpna 2022 propukl v časných ranních hodinách v areálu historických lázní požár, který je zcela zničil.

## Technické informace
Výška hlavní hráze je 15,8 m, délka 425 m, šířka hráze 4,5 m v koruně a 15 m v základech. Velikost vodní plochy je necelých 40 ha, zásobní objem nádrže činí 1,897 mil. m³ (maximální až 2,786 mil. m³). Hráz leží na kótě 513 m n. m., výška hráze nad základovou spárou 20 m. Spodní výpustě mají průměr 800 milimetrů.

### Injekční štola
Koncem 90. let 20. století byly zjištěny vysoké průsaky pod základovou spárou skrze podloží hráze, a proto byla pod hrází vybudována speciální injekční štola. Práce na štole započaly v prosinci 1997 a dokončena byla za 3 roky. Při budování štoly se používalo malých naloží k narušení horniny. Ta byla následně pomocí klasických kolejových vozíků odvážena k montážní šachtě kde byla jeřábem vyzvedávána. Po vyhloubení celé štoly zde bylo provedeno vybetonování. Používalo se speciální pojízdné bednění. Bednění se sundávalo již druhý den. Po tomto vybetonování byla provedena injektáž a speciální vrty na zjištění stavu tělesa hráze až do hloubky 5 metrů pod základnovou spáru. Těleso hráze bylo ve výborném stavu a tudíž zde nebyla potřeba tak nákladná sanace. O to horší však byla injektáž pod podlahou. Zprvu bylo plánováno s tím že se bude používat cementová směs. Avšak podloží bylo tak husté, že směs se nedostávala daleko a bylo by potřeba provádět více vrtů. Proto bylo rozhodnuto o nákupu speciální hmoty na bázi polyuretanu, která byla navíc dvousložková a po smíchání se rozpínala a tudíž vytvářela vysoký tlak. Sanace dopadla velmi dobře. Předpokládaný průsak byl 0,1 l·s−1 avšak jeho hodnota je 0,06 l·s−1. Šířka této štoly pod hrází je 1,8 m.

### Odpadní štola
V roce 2013 vznikla v rámci protipovodňové ochrany zhruba 1 300 metrů dlouhá odpadní štola vedoucí od nového vtokového objektu se segmentovými uzávěry na pravém břehu hráze až pod město Jablonec nad Nisou k soutoku Lužické a Bílé Nisy.